# BAX
پروتئین ایکس مرتبط با لنفوم ۲ لنفوسیت‌های بی (انگلیسی: Bcl-2-associated X protein) که با نام‌های «BAX تنظیم‌کنندهٔ آپوپتوز» و «پروتئین ۴ شبه لنفوم ۲ لنفوسیت‌های بی» هم شناخته می‌شود، یک پروتئین است که در انسان توسط ژن «BAX» کُدگذاری می‌شود.
این مولکول، نخستین عضو ایجادکنندهٔ آپوپتوز در خانواده پروتئین Bcl-2 بود که شناخته شد. در حالت عادی، این پروتئین در سیتوزول سلول‌های پستانداران واقع شده‌است. با آغاز آپوپتوز اما، این پروتئین وابسته به غشاء اندامک‌های سلولی شده و به‌ویژه در غشاء میتوکندری جای می‌گیرد.

## اهمیت بالینی
بیان ژن BAX توسط ژن سرکوب‌گر تومور «پی۵۳» تشدید می‌شود و این پروتئین در آپوپتوز وابسته به پی۵۳ نقش مهمی دارد. داروهایی که BAX را فعال می‌کنند، داروهای نویدبخشی در درمان سرطان هستند. این پروتئین در فرایند کاهش مقاومت دارویی سرطان تخمدان به پاکلیتاکسل دخالت دارد.

## تعاملات شیمیایی
این پروتئین به کلسترول و کاردیولیپین تعامل پروتئین-پروتئین دارد.